# I Want a Little Girl
I Want a Little Girl ist ein Lied, das Billy Moll (Text) und Murray Mencher (Musik) verfassten und 1930 bei Shapiro, Bernstein & Co. veröffentlichten.
Das Songwriter-Team Billy Moll und Murray Mencher, von dem auch Ro-Ro-Rollin’ Along stammt, schrieb I Want a Little Girl in G-Dur in der Form eines traditionellen Popsongs. Die erste Strophe des Songs lautet:
I want a little girl, call my own.
She must be someone who’s all alone now.
Say, I want a little girl to fall in love with me, oh yeah.
Erstmals wurde das Lied I want a Little Girl im Vaudeville von Lester Allen vorgetragen. Bekannt wurde er durch die Plattenaufnahme der McKinney’s Cotton Pickers. Der Song wurde dann ab den 1930er-Jahren häufig gecovert, u. a. von Benny Goodman (1958), Nat King Cole (1958), Louis Armstrong (1946) und mehrmals von T-Bone Walker. Count Basie mochte ihn so sehr, dass er ihn zwischen 1940 und 1972 insgesamt 16 Mal einspielte. Die wohl bekanntesten Versionen stammen von Jimmy Witherspoon, Ray Charles, Big Joe Turner und Nat King Cole. Auch Eric Clapton hat den Song in seinem Repertoire und nahm ihn auf seinem Album Reptile (2001) auf. I Want a Little Girl wurde auch in dem Musikfilm Jammin’ the Blues gespielt. Hervorhebenswert sind laut Jazzstandards.com vor allem die Versionen von Louis Armstrong, Count Basie, Buck Clayton, Tony Coe/Alan Barnes, Wild Bill Davis, Lou Donaldson, Ike Quebec, Stanley Turrentine und Lester Young/Kansas City Five (1938).